# Батерфилд (Минесота)
Батерфилд (енгл. Butterfield) град је у америчкој савезној држави Минесота.

## Демографија
По попису из 2010. године број становника је 586, што је 22 (3,9%) становника више него 2000. године.
| Група             | 2000.       | 2010.       |
| Белци             | 431 (76,4%) | 383 (65,4%) |
| Афроамериканци    | 0 (0,0%)    | 5 (0,9%)    |
| Азијати           | 41 (7,3%)   | 43 (7,3%)   |
| Хиспаноамериканци | 85 (15,1%)  | 150 (25,6%) |
| Укупно            | 564         | 586         |